# Xerodes testacearia
Xerodes testacearia là một loài bướm đêm trong họ Geometridae.